# Bari Sardo
Bari Sardo (sardinski: Barì) je grad i općina (comune) u pokrajini Nuoru u regiji Sardiniji, Italija. Nalazi se na nadmorskoj visini od 51 metar i ima 3 979 stanovnika.
 Prostire se na 37,43 km2. Gustoća naseljenosti je 106 st/km2.
Susjedne općine su: Cardedu, Ilbono, Lanusei, Loceri i Tortolì.